# Standard Chartered
Standard Chartered är en brittisk multinationell bank med huvudkontor i London, Storbritannien. Företaget driver ett nätverk bestående av över 1 700 kontor i mer än 70 länder och sysselsätter cirka 89 000 personer. Det är en universell bank med verksamhet inom alla typer av finansiella tjänster till privatpersoner och företag.
Standard Chartered är noterad på London Stock Exchange och är en del av FTSE 100 Index. Företaget hade ett börsvärde på ungefär 35 miljarder pund den 5 juli 2013, vilket gör företaget till det 14:e största av alla företag noterade på London Stock Exchange. Standard Chartered har även sekundära noteringar på Hongkongbörsen och National Stock Exchange of India. Dess största aktieägare är det statligt ägda singaporianska företaget Temasek Holdings.
Namnet Standard Chartered kommer från namnen på de två bankerna som genom en sammanslagning 1969 bildade företaget; Chartered Bank of India, Australia and China och Standard Bank of British South Africa.
I september 2009 meddelades det att Standard Chartered hade gått med på att bli huvudsponsor för Liverpool Football Club för perioden mellan juli 2010 och slutet av säsongen 2013/2014. Affären rapporterades ha ett totalt värde på 80 miljoner pund. Standard Chartered är alltjämt huvudsponsor för Liverpool FC och 2020 skrevs ett avtal som fram till och med säsongen 2022/23 ger klubben £40 miljoner årligen.